# اشنیتز ادواردز
اشنیتز ادواردز (انگلیسی: Snitz Edwards؛ ۱ ژانویه ۱۸۶۸ – ۱ مه ۱۹۳۷) بازیگر اهل ایالات متحده آمریکا بود.
از فیلم‌هایی که وی در آن نقش داشته‌است، می‌توان به آسیاب سرخ، شبح اپرا، هفت شانس، دزد بغداد، بتلینگ باتلر، کالج، دشمن مردم، جزیره اسرارآمیز، و رزیتا اشاره کرد.